# Potoče (gmina Divača)
Potoče – wieś w Słowenii, w gminie Divača. W 2018 roku liczyła 46 mieszkańców.